# 24 Heures du Mans 1929
Navigation
Édition précédente Édition suivante
Les 24 Heures du Mans 1929 (VIIe Grand Prix d'Endurance de 24 Heures) sont la 7e édition de l'épreuve et se déroulent les 15 et 16 juin 1929 sur le circuit de la Sarthe.

## Nombre de pilotes qualifiés pour la course
50 pilotes sont au départ de cette septième édition des 24 Heures du Mans.
| 27 Français | 21 Britanniques | 1 Américain | 1 Monégasque |  |

## Classement final de la course

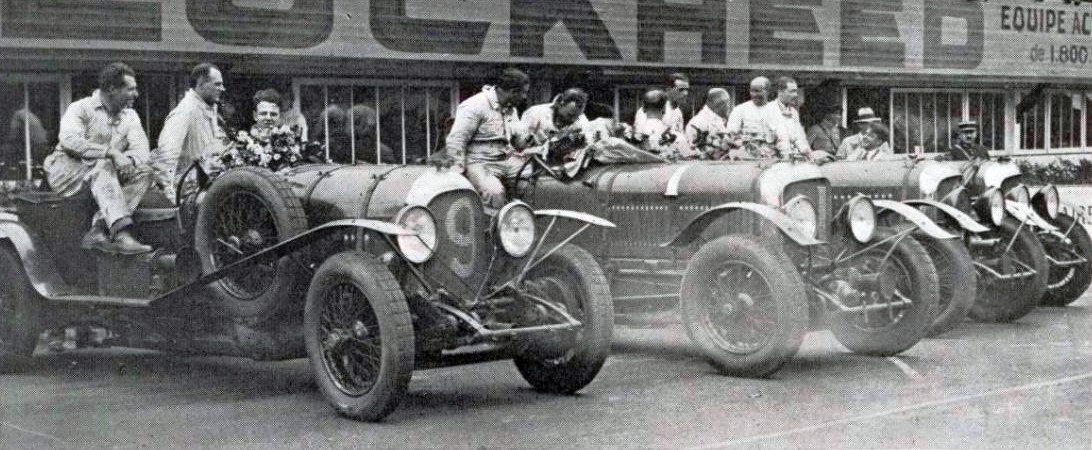
Les 4 Bentley en tête des essais de la Coupe Rudge-Withworth 1929 (24 Heures du Mans 1929, Barnato-Birkin en no 1 au centre).

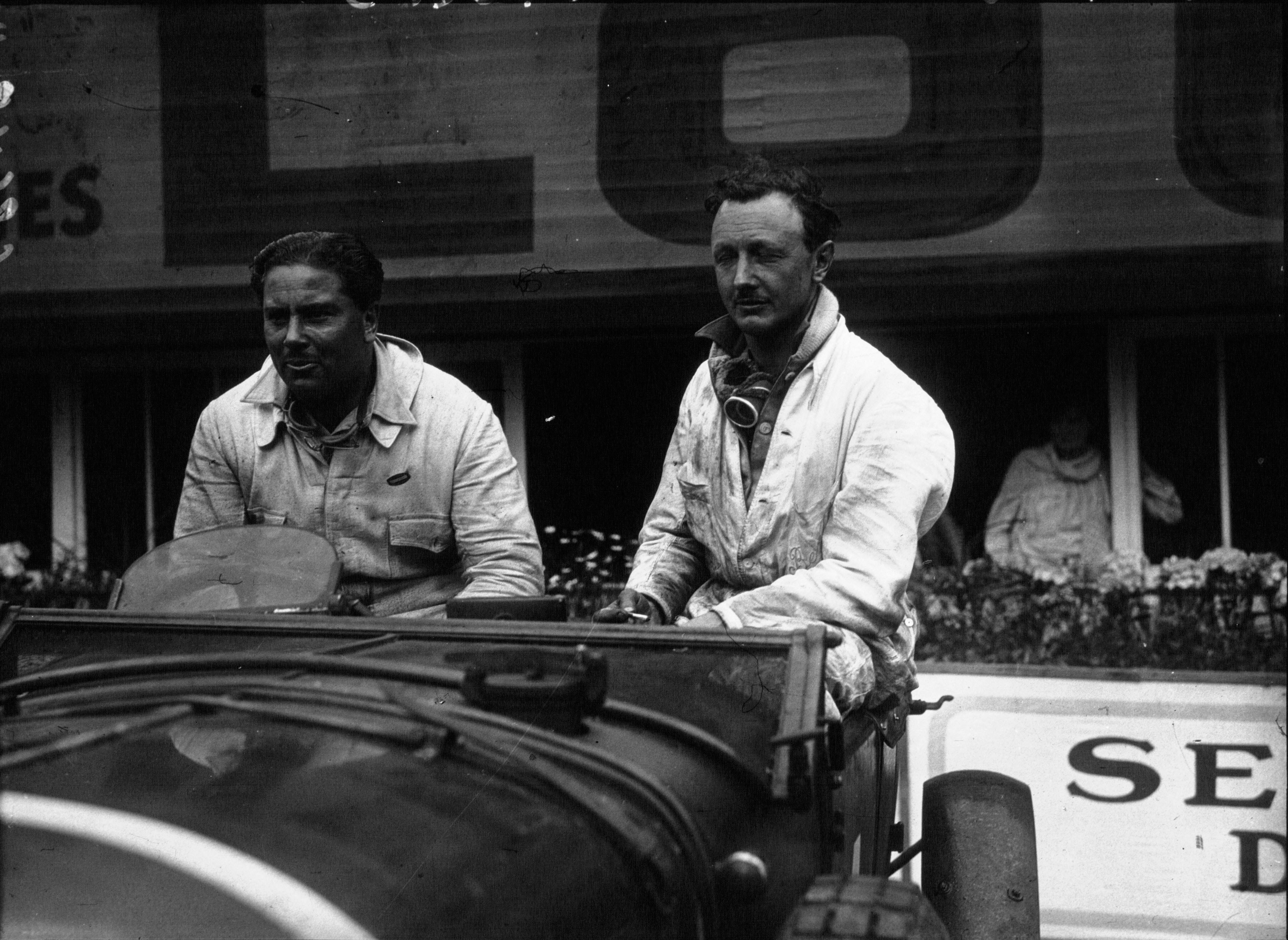
Barnato et Birkin, vainqueurs de l'édition 1929.

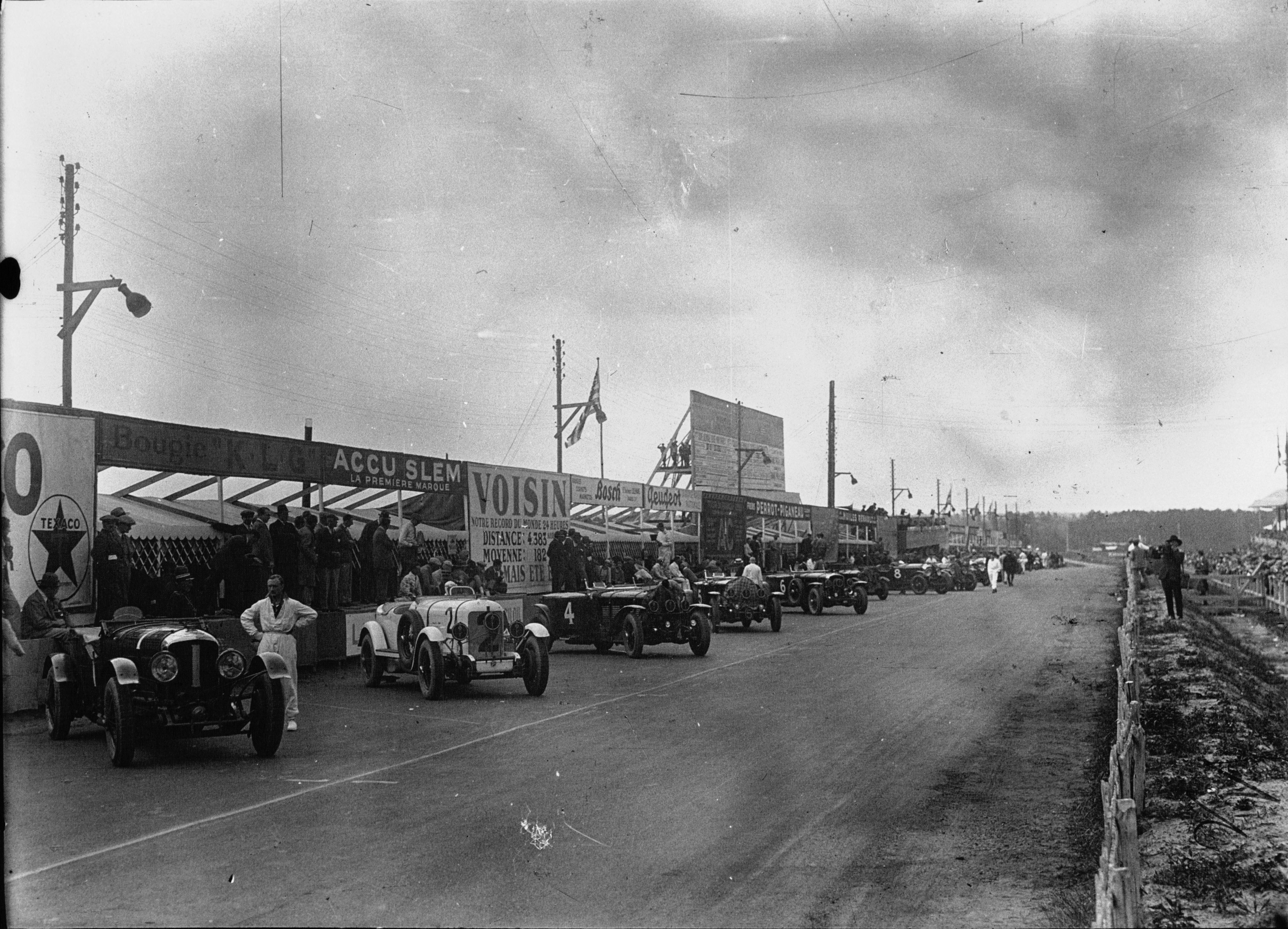
Grille de départ 1929.

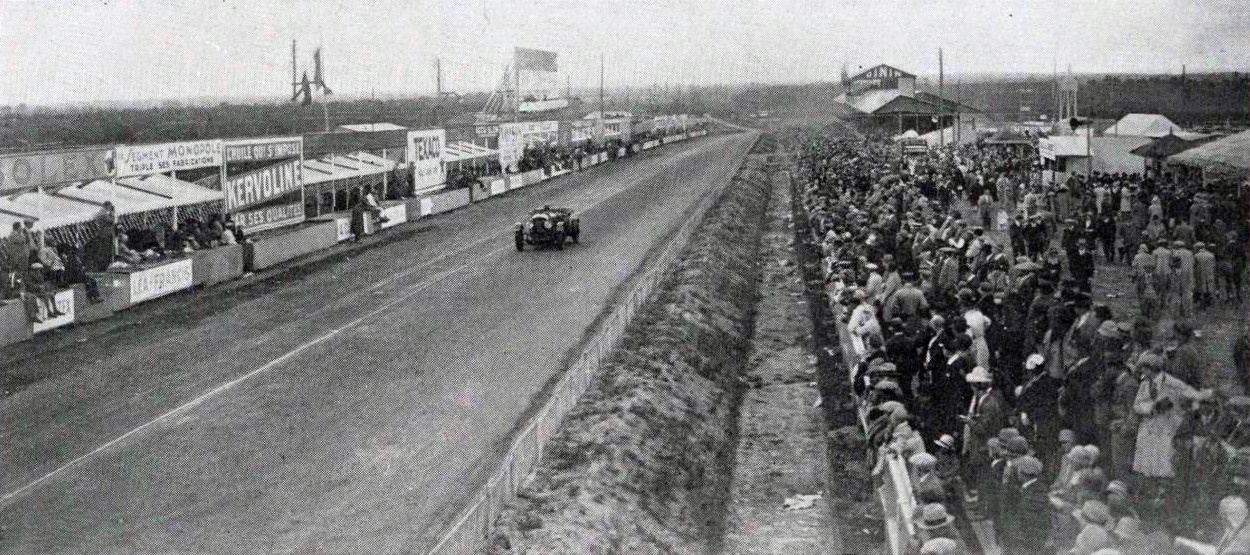
La Bentley de Dudley Benjafield et d'André d'Erlanger.

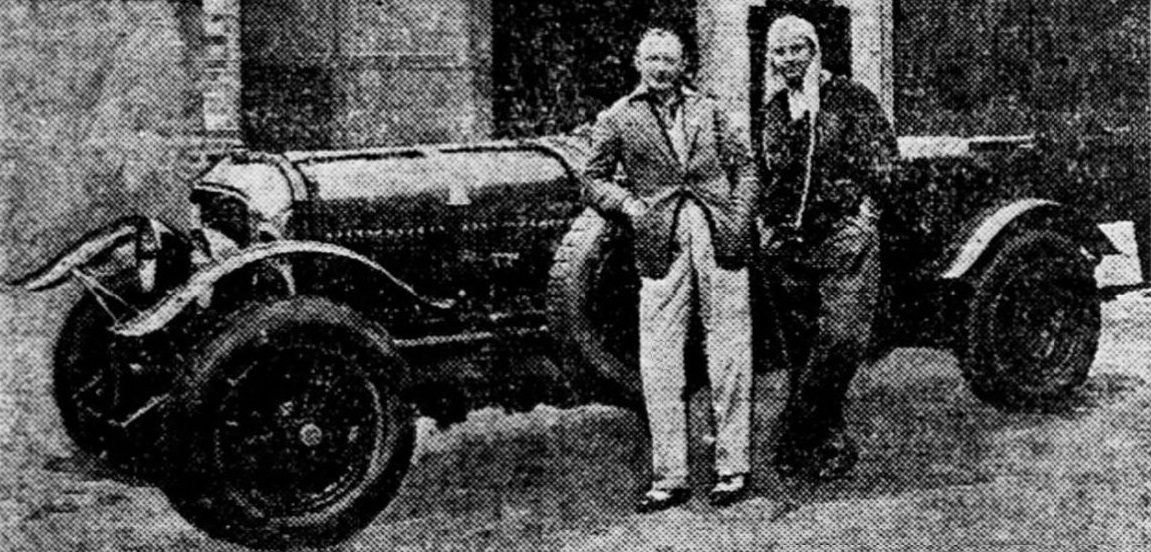
La Bentley de Birkin et Barnato première aux 24 Heures du Mans 1929.

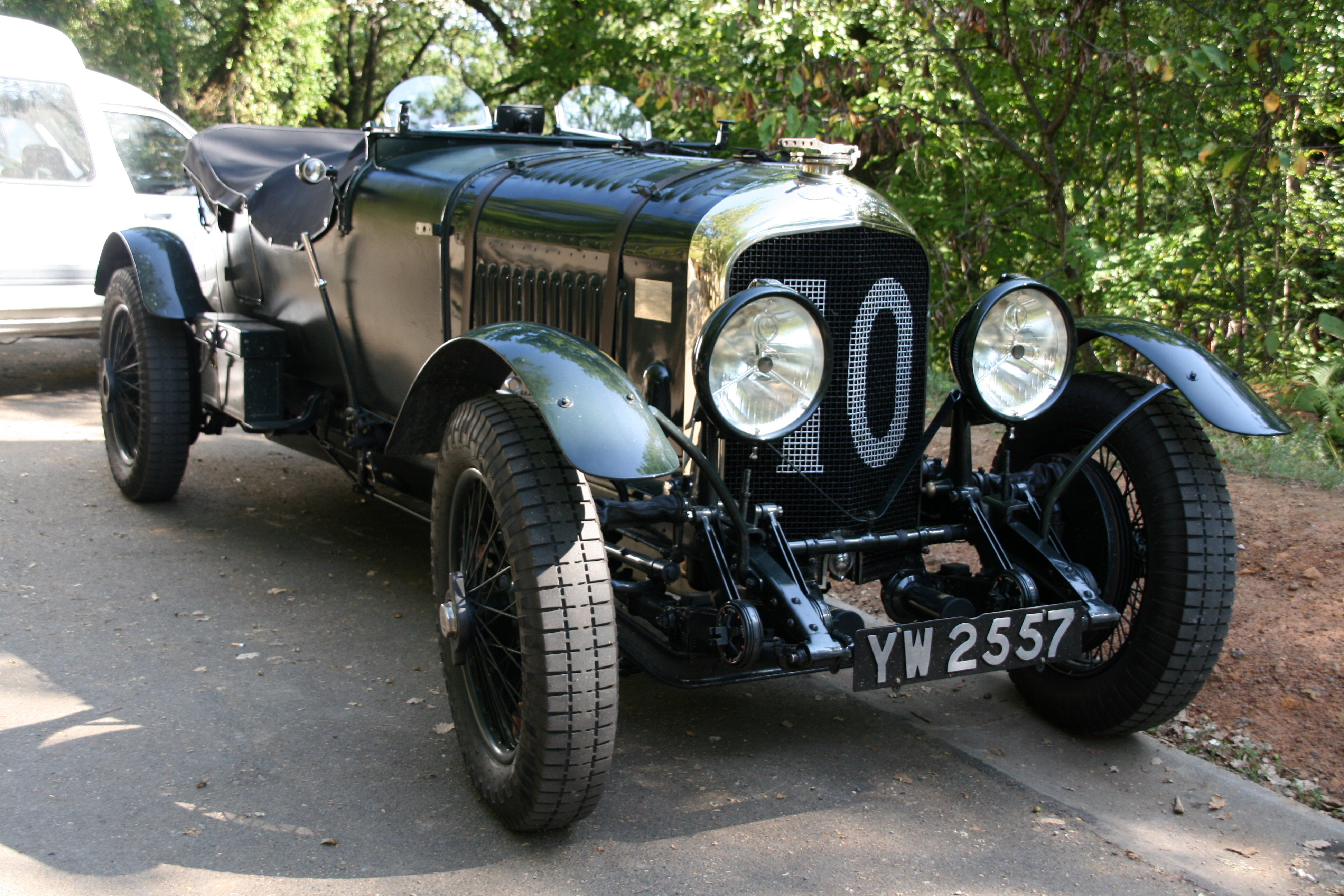
La Bentley no 10, troisième de cette édition.

| Pos. | Catégorie | no | Écurie                          | Pilotes                                 | Châssis                           | Moteur                                 | Tours |
| ---- | --------- | -- | ------------------------------- | --------------------------------------- | --------------------------------- | -------------------------------------- | ----- |
| 1    | 8.0       | 1  | Bentley Motors Ltd.             | Woolf Barnato Henry Birkin              | Bentley Speed Six                 | Bentley 6.6L I6                        | 174   |
| 2    | 5.0       | 9  | Bentley Motors Ltd.             | Jack Lawson Dunfee Glen Kidston         | Bentley 4½ Litre                  | Bentley 4.4L I4                        | 167   |
| 3    | 5.0       | 10 | Bentley Motors Ltd.             | Dr. Dudley Benjafield André d'Erlanger  | Bentley 4½ Litre                  | Bentley 4.4L I4                        | 159   |
| 4    | 5.0       | 8  | Bentley Motors Ltd.             | Frank Clement Jean Chassagne            | Bentley 4½ Litre                  | Bentley 4.4L I4                        | 156   |
| 5    | 8.0       | 5  | Stutz Paris                     | Guy Bouriat « Georges Philippe »        | Stutz DV32                        | Stutz 5.3L compresseur I8              | 153   |
| 6    | 5.0       | 14 | Pas de nom d'écurie             | Henri Stoffel Robert Benoist            | Chrysler 75                       | Chrysler 4.1L I6                       | 152   |
| 7    | 5.0       | 15 | Pas de nom d'écurie             | Cyril de Vere Marcel Mongin             | Chrysler 77                       | Chrysler 4.1L I6                       | 149   |
| 8    | 1.5       | 21 | Pas de nom d'écurie             | Kenneth Peacock Sammy Newsome           | Lea Francis Hyper TT              | Meadows 1.5L compresseur I4            | 135   |
| 9    | 1.1       | 26 | Pierre Fenaille                 | Louis Balart Louis Debeugny             | Tracta                            | S.C.A.P. 1.0L compresseur I4 (2 temps) | 128   |
| 10   | 1.1       | 27 | Pierre Fenaille                 | Jean-Albert Grégoire Fernand Vallon     | Tracta                            | S.C.A.P. 1.0L compresseur I4 (2 temps) | 126   |
| Abd. | 8.0       | 6  | Colonel Warwick Wright          | Capt. George E.T. Eyston Richard Watney | Stutz DV32                        | Stutz 5.3L compresseur I8              | 104   |
| Abd. | 1.5       | 20 | Bollack, Netter et Cie (B.N.C.) | Lucien Desvaux Auguste Garalp           | B.N.C.                            | B.N.C. 1.5L I4                         | 88    |
| Abd. | 5.0       | 7  | Pas de nom d'écurie             | A.C. Saunders-Davies C.W. Fiennes       | Invicta S-Type                    | Meadows 4.5L I6                        | 78    |
| Abd. | 2.0       | 19 | Pas de nom d'écurie             | W.R. Hutchinson R.F. Turner             | SARA SP7                          | SARA 1.8L I4                           | 73    |
| Abd. | 1.1       | 25 | Pierre Fenaille                 | Lucien Lemesle Maurice Benoist          | Tracta                            | S.C.A.P. 1.0L compresseur I4 (2 temps) | 70    |
| Abd. | 8.0       | 4  | C.T. Weymann                    | Édouard Brisson Louis Chiron            | Stutz DV32                        | Stutz 5.3L compresseur I8              | 65    |
| Abd. | 1.1       | 24 | Pierre Fenaille                 | Roger Bourcier « Tribaudot »            | Tracta                            | S.C.A.P. 1.0L compresseur I4 (2 temps) | 43    |
| Abd. | 2.0       | 16 | Fox & Nichol                    | Tim Rose-Richards Brian E. Lewis        | Lagonda OH                        | Lagonda 2.0L I4                        | 29    |
| Abd. | 1.1       | 29 | Bollack, Netter et Cie (B.N.C.) | Jean Lajeune Maurice Faure              | B.N.C.                            | B.N.C. 1.0L I4                         | 24    |
| Abd. | 2.0       | 18 | Pas de nom d'écurie             | Gaston Mottet Douglas Hawkes            | SARA SP7                          | SARA 1.8L I4                           | 22    |
| Abd. | 1.5       | 22 | Pas de nom d'écurie             | Cyril Paul William Urquhart Dykes       | Alvis 12/75                       | Alvis 1.5L compresseur I4              | 21    |
| Abd. | 8.0       | 2  | Pas de nom d'écurie             | Alfredo Luis Miranda Charles Moran Jr.  | Du Pont Model G Speedster Le Mans | Continental 5.3L I8                    | 20    |
| Abd. | 1.1       | 30 | Pas de nom d'écurie             | Michel Doré Jean Treunet                | B.N.C.                            | B.N.C. 1.0L I4                         | 15    |
| Abd. | 750       | 31 | Pas de nom d'écurie             | « Trillaud » Henri Lachner              | D'Yrsan                           | Ruby 0.7 I4                            | 9     |
| Abd. | 5.0       | 11 | Bentley Motors Ltd.             | Bernard Rubin Lord Howe                 | Bentley 4½ Litre                  | Bentley 4.4L I6                        | 7     |

## Record du tour
- Meilleur tour en course :  Henry Birkin (no 1, Bentley Speed Six, Woolf Barnato, Bentley Motors Ltd.) en 7 min 21 s.

## Prix et trophées

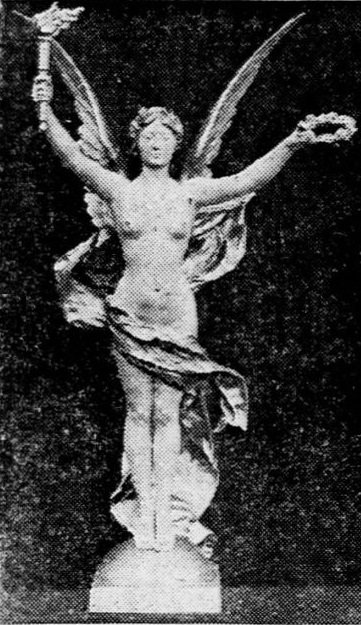
La Coupe biennale Rudge Witworth (24 Heures du Mans 1929-30).

- Prix de la Performance :  Woolf Barnato et  Henry Birkin (no 1, Bentley Speed Six, Bentley Motors Ltd.)
- 5e Coupe Biennale :  Woolf Barnato et  Henry Birkin (no 1, Bentley Speed Six, Bentley Motors Ltd.)

## À noter
- Longueur du circuit : 16,340 km
- Distance parcourue : 2 843,830 km
- Vitesse moyenne : 118,465 km/h
- Écart avec le 2e : 114,452 km